# Jernbaneloven af 29. marts 1924
Jernbaneloven af 29. marts 1924 - Lov nr. 74 om jernbaneanlæg i de sønderjyske landsdele - skulle være med til efter Genforeningen at bringe Sønderjylland på højde med resten af Danmark jernbanemæssigt. Sønderjylland havde under det tyske herredømme ikke nydt godt af de store danske jernbanelove fra 1894, 1908 og 1918, men havde stærkt nedslidte jernbaner efter 1. Verdenskrig, og de smalsporede amtsbaner var utidssvarende med deres spinkle skinner og ofte meget kringlede linjeføring.
Loven bemyndigede regeringen til at meddele eneretsbevilling til anlæg og drift af følgende normalsporede private jernbaner: 
1. fra et punkt (skæringen med Hejls landevej eller Taps) på banestrækningen Kolding-Taps, over Christiansfeld og Fjelstrup til Haderslev til afløsning af den bestående amtsbane Christiansfeld-Haderslev.
2. fra Vejen over Skodborg og Rødding til Gram til afløsning af den bestående amtsbane Rødding-Gram
3. fra Gram over Arnum og Toftlund til Bedsted til afløsning af den bestående amtsbane Gram-Arnum-Toftlund-Agerskov
4. Mommarkbanen fra Sønderborg til Mommark til afløsning af den bestående amtsbane på denne strækning samt en forbindelse fra den påtænkte jernbanebro over Alssund til amtsbanegården i Sønderborg
5. fra Vojens over Gram, Fole og Obbekær til Ribe til afløsning af den bestående amtsbane Vojens-Gram

Ministeren for offentlige arbejder blev desuden bemyndiget til for statskassens regning at anlægge og drive en normalsporet jernbane fra Rødekro til Løgumkloster (Klosterbanen) til afløsning af den bestående amtsbane Hovslund-Løgumkloster.
Kun to af lovens projekter blev ført ud i livet: Klosterbanen og Mommarkbanen, som staten også blev nødt til at anlægge. De andre steder overtog landevejene trafikken, da amtsbanerne blev nedlagt i 1920'erne og 1930'erne.